# Roseto Capo Spulico
Roseto Capo Spulico (en calabrais : Raus't Queup Spaeulk Kuepakkieun) est une commune de la province de Cosenza, dans la région de Calabre, en Italie.

## Géographie
Roseto Capo Spulico est limitrophe des communes de Amendolara, Montegiordano et Oriolo.
Les frazioni de Roseto sont Borgata Marina, Borgo Roseto, Villaggio Baiabella et Contrada Civita.

## Administration
| Période                                  | Période | Identité | Étiquette | Qualité |
| ---------------------------------------- | ------- | -------- | --------- | ------- |
|                                          |         |          |           |         |
| Les données manquantes sont à compléter. |         |          |           |         |

## Culture et patrimoine
- Le Castrum Petrae Roseti, château fort construit par les Normands au XIe siècle puis reconstruit par Frédéric II vers 1200.

## Personnalités liées à la commune
- Dante Maffia (1946-), écrivain et poète né à Roseto.